# Conquest of Paradise (canzone)
Conquest of Paradise è una canzone composta da Vangelis nel 1992. È stata la colonna sonora del film del 1992 di Ridley Scott 1492 - La conquista del paradiso e canzone principale dell'omonimo album.
La sua progressione armonica è basata sul vecchio tema musicale europeo della Follia.

## Tracce
CD single
1. "Conquest Of Paradise" – 4:47
2. "Moxica And The Horse" – 7:12

CD maxi-single
1. "Conquest Of Paradise" – 4:47
2. "Moxica And The Horse" – 7:12
3. "Line Open" – 4:43
4. "Landscape" – 1:37

- Include due canzoni ("Line Open" e "Landscape"), non presenti nell'album.

## Testo
Lungo tutta la traccia, il seguente testo in latino maccheronico viene ripetuto molte volte:
in noreni coràh;

tirà mine per ìto,

ne dominà.»
Solo in un passaggio il testo è differente:
ne ròmine to fa,

imàgine pro mèno,

per imentirà. »

## Nella cultura popolare

### Cover
La canzone è stata interpretata da molti artisti tra cui Blake, Klaus Schulze, Free the Spirit, Vienna Symphonic Orchestra Project, Kati Kovács, John Williams e la Boston Pops Orchestra (1996), Daylight (1997), Daniel Hůlka (1998), Dana Winner (2002), The Ten Tenors (2004), Rhydian (2009) e Gregorian (2012).

### Agli eventi sportivi
Conquest of Paradise viene suonato nelle partite casalinghe per la squadra neozelandese di Super Rugby Crusaders e per le squadre di Super League Widnes Vikings e Wigan Warriors. Anche la squadra di calcio inglese Sheffield Wednesday fa suonare Conquest of Paradise prima del calcio d'inizio. Il brano è stato suonato anche alla Coppa del mondo di cricket nel 2011 e nel 2015, subito prima che, all'inizio di ogni partita, venissero suonati gli inni nazionali delle due squadre nazionali contendenti. È stato suonato anche durante i campionati mondiali di cricket Twenty20 del 2010 e del 2014 per sostenere il concetto di "spirito del cricket" dell'International Cricket Council appena prima degli inni nazionali delle due squadre giocanti. La Ultra-Trail du Mont-Blanc utilizza Conquest of Paradise alla partenza, all'arrivo e alle cerimonie di premiazione delle varie gare di ultramaratona. Viene utilizzato anche alla partenza dell'Engadin Skimarathon.

### Nelle serie TV e nel cinema
Il brano è stato utilizzato per molti anni nei titoli di coda dei Giochi senza frontiere. Conquest of Paradise è stato utilizzato anche nel trailer di Mission to Mars (2000). Fa anche parte della colonna sonora del film di Guy Ritchie del 2015 Operazione U.N.C.L.E..

### Negli spettacoli sul ghiaccio
Conquest of Paradise è stato utilizzato per un programma di collaborazione interpretato dal due volte campione olimpico di pattinaggio artistico Yuzuru Hanyū e dal tre volte campione olimpico di ginnastica artistica Kohei Uchimura, che hanno unito i due sport olimpici in un nuovo genere di arte performativa. Il programma è stato ispirato dal tema della sfida all'ignoto. La parte iniziale di Hanyū è stata coreografata dal coreografo canadese David Wilson. Il programma è stato eseguito allo spettacolo sul ghiaccio Yuzuru Hanyu Notte Stellata 2023, tenutosi dal 10 al 12 marzo 2023, presso la Sekisui Heim Super Arena di Rifu, Miyagi, ed è stato un evento commemorativo nel 12 ° anniversario del terremoto e dello tsunami del Tōhoku del 2011.